# -Zan-
-ZAN- (jap. 残-ZAN- pozostałość) – singiel zespołu Dir En Grey wydany w 1999 roku jednocześnie z Akuro no Oka i Yurameki. Singiel znalazł się najwyżej na 6. miejscu japońskiej listy Oriconu.

## Lista utworów
Autorem tekstów jest Kyo. Muzykę do tytułowego utworu skomponował Kaoru.
1. -ZAN- (残-ZAN-) (5:04)
2. Yurameki S.N.Y. Mix (ゆらめき"S.N.Y. Mix") (remix by Gary Adante, Rob Arbittier, Eddie DeLena) (7:34)